# パスカル・リスバ
パスカル・リスバ（フランス語: Pascal Lissouba, 1931年11月15日 - 2020年8月24日）は、コンゴ共和国の政治家。大統領（1992年8月31日 - 1997年10月15日）を務めた。社会民主主義パン・アフリカン連合党員。

## 生涯
パリ大学に留学した遺伝学者であり、パリ大学やユネスコに勤務したあと、コンゴ共和国で行われた1992年の民主的選挙で、ドニ・サスヌゲソ大統領を破って当選。コンゴ共和国大統領となる。しかし、1993年の選挙の公正さに疑問が持たれ、サスヌゲソを中心とする野党が一斉に反発。サスヌゲソ・リスバ双方が私兵を集め、軍事衝突に発展した。1995年12月に一時和平が成立したものの、1997年6月、再び大規模な武力衝突が起こり、サスヌゲソ派が首都を制圧。リスバはロンドンへと亡命した。
亡命後はロンドンに居住したが、一貫してコンゴへと帰国する意思を示していた。しかし復権したサスヌゲソ政権による野党・反対者弾圧の一環として、外患罪と汚職の罪に問われて訴追されたため、コンゴに入国すれば逮捕されるという懸念から帰国は実現しなかった。
2020年8月24日、フランスのペルピニャンで死去、88歳没。